# Slowakei-Rundfahrt 1975
Die Slowakei-Rundfahrt 1975 führte über zwölf Etappen. Es war die 19. Austragung des Etappenrennens Slowakei-Rundfahrt. Gesamtsieger wurde der Tschechoslowake Josef Dvořák.

## Teilnehmer
Am Start waren Nationalteams aus Bulgarien, der DDR, Großbritannien, Polen, Rumänien, der Schweiz, der Sowjetunion sowie der Tschechoslowakei. Dazu kamen einige tschechoslowakische Vereinsmannschaften. Jede Mannschaft bestand aus fünf Radrennfahrern. Die DDR war mit Dietmar Käbisch, Rainer Kilian, Detlef Kletzin, Joachim Müller und Peter Richter vertreten.

## Etappen
Die Rundfahrt führte über insgesamt zwölf Etappen und 1.426 Kilometer. Es gab zwei Einzelzeitfahren und ein Kriterium. Der Start erfolgte in Kosice, Zielort war Banská Bystrica. 
1. Etappe (Einzelzeitfahren), 19 km, Sieger: Józef Kaczmarek, Polen
2. Etappe: 126 km, Sieger: Dušan Zeman, Inter Bratislava
3. Etappe (Kriterium), 126 km, Sieger: Pavol Jelen, ZD Bohumin
4. Etappe: 148 km, Sieger: Nikolai Sydnik, Sowjetunion
5. Etappe: 169 km, Sieger: Luděk Kubias, RH Plzen
6. Etappe: 170 km, Sieger: Svatopluk Henke, Tschechoslowakei
7. Etappe: 169 km, Sieger: Luděk Kubias, RH Plzen
8. Etappe: 167 km, Sieger: Piotr Kutas, Polen
9. Etappe: 170 km, Sieger: Jozef Zrust, ZVL Žilina
10. Etappe (Einzelzeitfahren), 11 km, Sieger: Pavol Čambal, Inter Bratislava
11. Etappe: 107 km, Sieger: Luděk Kubias, RH Plzen
12. Etappe: 131 km, Sieger: Dušan Motjo, ZD Bohumin

### Einzelwertung (Gelbes Trikot)
Bis zur 8. Etappe wechselte die Führung in der Gesamtwertung täglich. Nach dem zweiten Einzelzeitfahren übernahm der spätere Sieger Josef Dvořák aus dem tschechoslowakischen Nationalteam die Spitzenposition und gewann die Rundfahrt ohne eigenen Etappensieg. Bester DDR-Fahrer wurde auf dem 7. Platz Joachim Müller. Bester Pole wurde Piotr Kutas als 10., bester Brite David Pittman als 48.
| Platz | Name            | Mannschaft       | Zeit       |
| ----- | --------------- | ---------------- | ---------- |
| 1.    | Josef Dvořák    | Tschechoslowakei | 36:43:54 h |
| 2.    | Rudolf Labus    | Dukla Prag       | + 2:45 min |
| 3.    | Ján Stejskal    | Tatra Pravenec   | + 3:41 min |
| 4.    | Nikolai Sydnik  | Sowjetunion      | + 4:03 min |
| 5.    | Pavel Martínek  | Inter Bratislava | + 4:11 min |
| 6.    | Svatopluk Henke | Tschechoslowakei | + 4:47 min |

### Mannschaftswertung
Der Mannschaftssieg ging an das Nationalteam der Tschechoslowakei.

### Bergwertung
Sieger der Bergwertung wurde der sowjetische Fahrer Nikolai Sydnik.